# 同人マーク
同人マーク（どうじんマーク）は、原作者が自身の作品に付して、その作品の二次創作による同人誌の作成と、同人誌即売会での無断配布を有償・無償問わず許可する意思をあらかじめ表明するためのマーク。
日本におけるクリエイティブ・コモンズの活動母体であるコモンスフィアによって公開されたライセンスであるが、元作品の全部または一部をそのまま複製（デッドコピー）する形での配布は認めず、二次創作のみ許容する点がクリエイティブ・コモンズ・ライセンスと異なる。

## 経緯

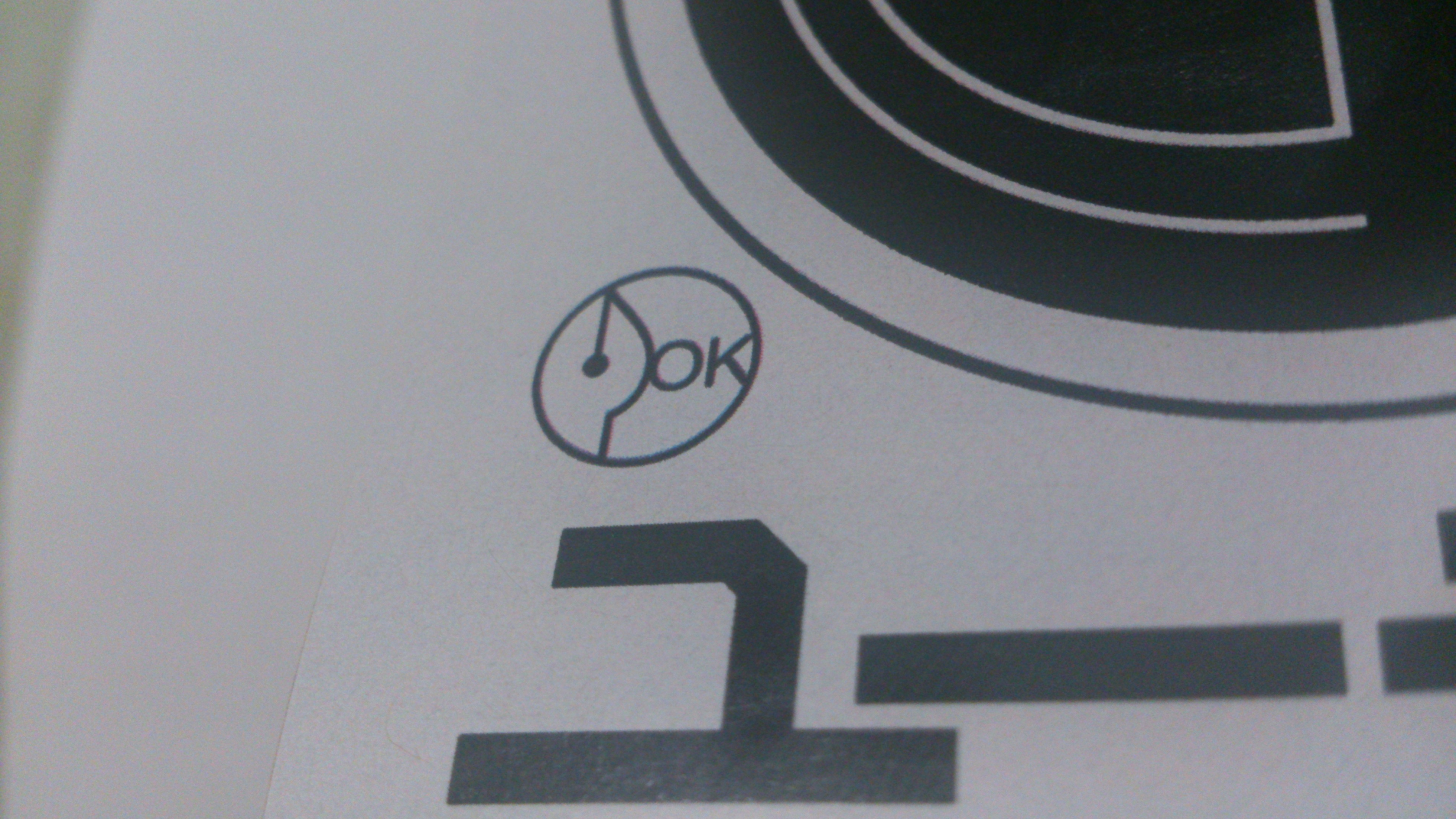
赤松（2013）の漫画『UQ HOLDER!』の扉絵による初表示。同人マークはタイトルロゴの左下に配置された。

同人マークが考案された発端は、環太平洋パートナーシップ協定（TPP）交渉で著作権侵害が非親告罪化される可能性について言及されたことにある。現行の著作権法では、著作権侵害は権利者（漫画家、出版社など）による告訴を必要とする親告罪となっている（ファンなどによる代理で告訴することはできない）。なおこの非親告罪化に関して、「TPP関連法案国会審議」に基づく同法の改正案が可決成立し、非親告罪化規定が、TPP11協定発効日である2018年12月30日から施行される事が決定した。
これがもし全面的に非親告罪化となった場合には、第三者による告発がなされた場合など（たとえ権利者が黙認したいケースでも）訴訟に発展するなどの弊害が懸念されたため、これを回避するべく漫画家の赤松健が発案したものである。
2013年8月、赤松は『週刊少年マガジン』（39号）から新連載の自作『UQ HOLDER!』にて、本マークを自ら試用・表示し、同作をライセンス許諾した。
同年10月、マガジンと同じ講談社の他誌（月刊アフタヌーン）で連載する『シドニアの騎士』（弐瓶勉）単行本第11巻のオビにおいて赤松以外の著作物では初めて同人マークが付けられた。
またマッグガーデンが発行する『キミと死体とボクの解答』（ヨゲンメ）単行本第2巻（2013年12月10日）から同人マークが付けられるなど、講談社以外の作品にも広まりを見せている一方、漫画以外の媒体（アニメ、ライトノベルなど）で許諾された事例は長く確認されていなかったが、2014年8月5日にDeNAが公開したニュースアプリ『ハッカドール』の公式サイトでも同人マークが表示されるようになった。ゲームアプリでは、2014年8月にApplibotがリリースした『グリモア〜私立グリモワール魔法学園〜』において、公式サイトに同人マークが表示されている。

## 特徴
同人マークの許諾条件や同人マークのFAQ説明にある通り、デジタルの二次創作作品を（有償無償問わず）インターネットで公開することに関しては、許諾範囲には含まれない。
同人誌即売会当日の会場以外（同人ショップなど）での委託販売や、中古販売、通販に関しても許諾範囲には含まれない。そのほか、デジ同人、コスプレ、フィギュア、同人アニメ作品、同人音楽作品などについても許諾範囲には含まれない。
上記の許諾範囲に含まれない内容に対しては、禁止等の意思表示をする効果はなく、あくまで従来通りの扱いとなる。
また、過剰な性的表現などを伴う表現は禁止されている。
各々の許諾範囲に違反とみなされた場合は、同人マークの「ライセンスの終了および配布禁止等」によってライセンスが失効する。

## デザイン
意匠は、創作を表すペン先と、OKを表す丸が組み合わされたデザイン。講談社公認の公募によって寄せられた多数のデザインの中から、レイアウトの分かりやすさと、海外での認知性やJISマークを想起させる日本らしいデザインが評価され、採用された。

## 評価
福井健策は同人マークを「苦肉の策」だと苦言を呈している。